# Drumoak
Drumoak est une ville située au sud-ouest d’Aberdeen en Écosse, dans le comté de l’Aberdeenshire.